# Columbus Avenue (San Francisco)
Columbus Avenue is een straat in San Francisco, in de Amerikaanse staat Californië. Ze loopt diagonaal door het schaakbordpatroon in het noordoosten San Francisco. Ze begint aan de voet van de Transamerica Pyramid in het Financial District en loopt dan in noordwestelijke richting door Chinatown en North Beach en eindigt ter hoogte van Beach Street en het Joseph Conrad-pleintje in Fisherman's Wharf. Aan Columbus Avenue liggen onder andere de Jack Kerouac Alley, de onafhankelijke City Lights Bookstore, het Vesuvio Cafe en Bimbo's 365 Club.